# Умаров, Учкун
Учкун Умаров — советский хозяйственный, государственный и политический деятель.

## Биография
Родился в 1934 году в Узбекской ССР. Член КПСС с 1963 года.
С 1953 года — на хозяйственной, общественной и политической работе. В 1953—1986 гг. — авиационный инженер-конструктор, инжөнер, старший инженер, начальник отдела, үправления Министерства электронной промышленности СССР, директор Ташкентского авиационного завода, заведующий отделом ЦК КП Узбекистана, первый секретарь Ташкентского горкома Компартии Узбекистана.
Избирался депутатом Верховного Совета СССР 10-го и 11-го созывов. Делегат XXVI съезда КПСС. 
Живёт в Узбекистане.